# 北大東島
25°56′41″N 131°18′23″E / 25.94472°N 131.30639°E
北大東島是大東群島中最北部的一個島嶼，位於菲律賓海。今北大東島在行政區劃上屬於沖繩縣島尻郡北大東村管轄。
北大東島是一個孤立的珊瑚島，位於南大東島以北約9公里處。島上居民完全以農業種植為生計，該島缺乏新鮮淡水。